# Branco Salinardi
Branco Lautaro Salinardi (Chivilcoy, 26 aprile 2007) è un calciatore argentino, attaccante del San Lorenzo.

## Carriera
Cresciuto nel settore giovanile del San Lorenzo, il 28 giugno 2024 ha firmato il suo primo contratto professionistico; ha debuttato in prima squadra il 5 luglio 2025 nell'incontro di Copa Argentina 2025 vinto ai rigori contro il Quilmes. Nel prosieguo della stagione ha inoltre anche esordito nella prima divisione argentina.

## Statistiche

### Presenze e reti nei club
Statistiche aggiornate al 16 agosto 2025.
| Stagione        | Squadra         | Campionato      | Campionato | Campionato | Coppe nazionali | Coppe nazionali | Coppe nazionali | Coppe continentali | Coppe continentali | Coppe continentali | Altre coppe | Altre coppe | Altre coppe | Totale | Totale | Totale |
| Stagione        | Squadra         | Comp            | Pres       | Reti       | Comp            | Pres            | Reti            | Comp               | Pres               | Reti               | Comp        | Pres        | Reti        | Pres   | Reti   |        |
| --------------- | --------------- | --------------- | ---------- | ---------- | --------------- | --------------- | --------------- | ------------------ | ------------------ | ------------------ | ----------- | ----------- | ----------- | ------ | ------ | ------ |
| 2025            | San Lorenzo     | PD              | 4          | 0          | CA              | 2               | 0               | -                  | -                  | -                  | -           | -           | -           | 6      | 0      |        |
| Totale carriera | Totale carriera | Totale carriera | 4          | 0          |                 | 2               | 0               |                    | -                  | -                  |             | -           | -           | 6      | 0      |        |